# IC 3604
IC 3604 је спирална галаксија у сазвјежђу Дјевица која се налази на листи објеката дубоког неба у Индекс каталогу.
Деклинација објекта је + 11° 43' 50" а ректасцензија 12h 38m 20,7s. Привидна величина (магнитуда) објекта IC 3604 износи 15,3 а фотографска магнитуда 16,2.